# Bebhionn (satélite)
Bebhionn (pronunciado [ˈbɛviːn] BEV-een) o Saturno XXXVII (designación provisional S/2004 S 11) es un satélite natural de Saturno. Su descubrimiento fue anunciado por Scott S. Sheppard, David C. Jewitt, Jan Kleyna, y Brian G. Marsden el 4 de mayo del 2005, mediante observaciones tomadas entre el 12 de diciembre de 2004, y el 9 de marzo de 2005, miembro del grupo galo de satélites irregulares.
Bebhionn tiene sobre 6 kilómetros de diámetro y orbita a Saturno a una distancia media de 16,898 millones de km en 834.8 días con una inclinación de 35.01° a la eclíptica (18° del ecuador de Saturno) y con una excentricidad de 0.469.
Fue nombrado en abril de 2007 como Bebhionn una de las primeras diosas irlandesas del nacimiento, famosa por su belleza en la (mitología irlandesa).